# آدام دی‌مارکو
آدام دی‌مارکو (انگلیسی: Adam DiMarco؛ زادۀ ۱۹۹۰) بازیگر ایتالیایی‌تبار اهل کانادا است. وی از سال ۲۰۱۱ میلادی تاکنون مشغول فعالیت بوده است.
از فیلم‌ها یا برنامه‌های تلویزیونی که وی در آن نقش داشته است می‌توان به جادوگران، فرمان، فراتر از پیشتازان فضا، سوپرنچرال، انگیزه، هنگامی که ما برمی‌خیزیم، حبس ابد، پزشک خوب و وایت لوتوس اشاره کرد. او بابت ایفای نقشش در وایت لوتوس برندۀ جایزه انجمن بازیگران فیلم برای بهترین اجرای گروه بازیگران در مجموعه درام شد.